# Топвалдыев, Мамадали
Мамадали Топвалдыев (20 сентября 1919, Пандиган, Риштан — 6 мая 1969, Зохидон, Ферганская область) — Герой Советского Союза (15.08.1944), участник Великой Отечественной войны и партизанского движения в Белоруссии на территориях Могилёвской и Витебской областей, командир отделения разведки 5-го отряда партизанской бригады «Чекист», партизанская кличка «Казбек».

## Биография
Родился в семье крестьянина в кишлаке Пандиган ныне Риштанского района Ферганской области Узбекистана. Узбек. Член КПСС с 1945. Окончив начальную школу, работал почтальоном, трактористом. В Красной Армии с 1939 года — механик-водитель в 130-м артиллерийском полку.
С первых дней войны попал в окружение и пробивался в составе небольшой группы. Оказавшись на Круглянщине, с конца 1941 года находился в составе небольшого партизанского отряда, который в последующем стал в крупным соединением народных мстителей — бригадой «Чекист». Отряд действовал на оккупированной территории Шкловского, Белыничского, Круглянского, Толочинского, Оршанского и Лепельского районов. Командир отряда Г. А. Кирпич, комиссары Ф. М. Седлецкий, Ф. И. Букштынов, начальники штаба И. Д. Буланов, Р. М. Севастьянов.
М. Топвалдыев, окончив школу подрывников, возглавил отделение разведки 5-го отряда партизанской бригады. Бригада «Чекист» вела бои с врагом, спасала местное население от гибели и вывоза на каторжные работы в Германию. Проводили операции на железных дорогах Минск — Орша, Орша — Могилёв. 22 июня 1942 возле села Дыманова Шкловского района разбили отряд карателей. 25 мая 1943 нанесли одновременный удар по вражеским гарнизонам в деревнях Климовичи, Таукачи, Авчиненки Шкловского района. В августе 1943 на железнодорожном участке Могилёв — Лотва подорвали 500 рельсов.
М. Топвалдыев участвовал во все боевых операциях, минировал мосты и дороги, пустил под откос 19 эшелонов врага. В рукопашных боях уничтожил 76 гитлеровцев, взял в плен одного немецкого генерала. В отряде имел партизанскую кличку Казбек. После очередной операции любил кинжалом вырезать имя Казбек на деревьях и так оставлять свой след, тем самым держал немцев в страхе. За голову Казбека гитлеровцы обещали 50 тысяч рейхсмарок.
После войны вернулся на родину, работал председателем колхоза в Риштанском районе. Погиб 6 мая 1969 года.
Был женат на девушке из села Уйрат, Риштанского района Ферганской области Донохон Усманхаджаевой. Дети:
- Муборакхон (1946—2010)
- Ахмадали (1949—2009)
- Хомиджон (1956—2009)
- Мавлуда (р. 1959)
- Хасан (р. 1962)
- Матлуба (р. 1962)
- Фарход (р. 1963)
- Кахрамон (р. 1965)[источник не указан 266 дней]

## Награды
- Указом Президиума Верховного Совета СССР от 15 августа 1944 года за образцовое выполнение заданий командования в борьбе против немецко-фашистских захватчиков в тылу противника и проявленные при этом отвагу и геройство было присвоено звание Герой Советского Союза.
- Награждён орденами Ленина, Трудового Красного Знамени, Красной Звезды, «Знак Почёта», медалями.

## Память

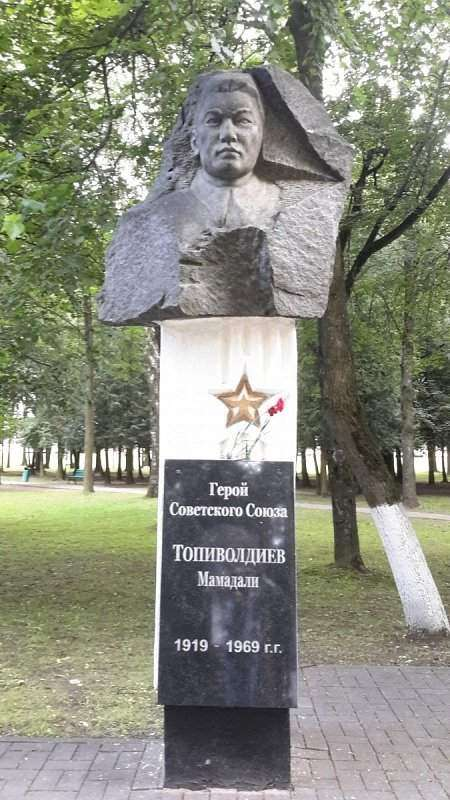
Памятник на Аллее героев в Круглом, Беларусь

- Одна из центральных улиц города Риштан названа именем героя.
- Средняя школа № 27 в Риштане носит имя М. Топвалдыева.
- Один из махаллинских сходов Риштана назван именем героя.
- Деревня Пасерево переименована в Топвалдыевку.
- В пгт Круглое Круглянского района именем М. Топвалдыева названа улица.
- В Круглянском районе учреждён приз имени М. Топвалдыев для лучших операторов зернотоков и экипажей зерноуборочных комбайнов.
- В Толочинском районе в музее Воронцевичской средней школы экспонируются материалы о М. Топвалдыеве.
- Экспозиция в Белорусском государственном музее истории Великой Отечественной войны: в зале № 7 экспонируется фотопортрет М. Топвалдыева, а в фондах хранятся документы Героя[1].

## Образ в культуре
История Мамадали Топвалдиева есть в фильме “Время вернуться” 2024 год
1974 — «Незабытая песня» фильм (Узбекфильм) — в главной роли Рустам Сагдуллаев. В Узбекистане демонстрировался под названием «Казбек».
В марте 2021 года в заключительный день ХІІІ-го Ташкентского международного кинофестиваля «Жемчужина Шелкового пути» «Беларусьфильм» и Узбекское агентство кинематографии подписали Меморандум о сотрудничестве и Соглашение о намерении реализовать совместный проект — полнометражный художественный фильм с рабочим названием «Казбек» (режиссер фильма Мухаммад Али Искандаров).